# Kraagvleerhond
De kraagvleerhond (Myonycteris torquata) is een zoogdier uit de familie van de vleerhonden (Pteropodidae). De wetenschappelijke naam van de soort werd voor het eerst geldig gepubliceerd door Dobson in 1878.

## Voorkomen
De soort komt voor in Guinee en Sierra Leone en verder oostelijk tot in Oeganda en zuidelijk tot in Angola en het noordwesten van Zambia. De soort bewoond laaglandbossen en houdt zich op in de boomkronen.

## Status
De soort is plaatselijk algemeen. Men veronderstelt dat de populatie-aantallen stabiel zijn, daarom staat de soort als niet bedreigd op de Rode Lijst van de IUCN.

## Rol als drager van het Ebolavirus
Uit een studie verricht in 2007 in Congo-Kinshasa blijkt dat deze vleerhond een rol speelt bij het overdragen van het ebolavirus naar de mens.